# 粗枝新懸蘚
粗枝新懸蘚（学名：Neobarbella comes）为蔓蘚科新懸蘚屬下的一个种。